# Vårgårda IK
Vårgårda IK är en idrottsklubb i Vårgårda tätort som bildades 7 mars 1920.
För närvarande har idrottsklubben tre sektioner, fotboll, handboll och bordtennis.
Idrottsklubbens anläggning heter Tånga Hed. Tånga Hed är ett stort område med bland annat 3 st fullstora 11-mannaplaner (en med konstgräs), 3 stycken 7-mannaplaner samt även en 9-mannaplan i inomhushallen Tångahallen.

## Fotboll

### Herrsektion
Vårgårda IK är Vårgårdas största och mest framgångsrika fotbollsklubb. Herrlagets hittills högsta placering kom 2017, då man som nykomling i div 2 kom på en 8:e plats. Herrlaget har i modern tid utvecklat många talanger, bland annat Karl-Anton Pettersson som tog steget till IF Elfsborg som ungdom och skrev kontrakt med Norrby IF i Division 1.
| Säsong | Nivå   | Division   | Sektion                    | Position | Förflyttning |
| ------ | ------ | ---------- | -------------------------- | -------- | ------------ |
| 2008   | Nivå 7 | Division 5 | Västra Götaland Mellersta  | 1        | Uppflyttning |
| 2009   | Nivå 6 | Division 4 | Västra Götaland Västra     | 9        |              |
| 2010   | Nivå 6 | Division 4 | Västra Götaland Västra     | 10       | Degradering  |
| 2011   | Nivå 7 | Division 5 | Västra Götaland Nordvästra | 5        |              |
| 2012   | Nivå 7 | Division 5 | Västra Götaland Nordvästra | 1        | Uppflyttning |
| 2013   | Nivå 6 | Division 4 | Västra Götaland Södra      | 1        | Uppflyttning |
| 2014   | Nivå 5 | Division 3 | Västra Götaland Mellersta  | 5        |              |
| 2015   | Nivå 5 | Division 3 | Västra Götaland Mellersta  | 4        |              |
| 2016   | Nivå 5 | Division 3 | Västra Götaland Mellersta  | 1        | Uppflyttning |
| 2017   | Nivå 4 | Division 2 | Norra Götaland             | 8        |              |
| 2018   | Nivå 4 | Division 2 | Norra Götaland             | 10       |              |
| 2019   | Nivå 4 | Division 2 | Norra Götaland             | 10       |              |
| 2020   | Nivå 4 | Division 2 | Norra Götaland             | 13       | Degradering  |
| 2021   | Nivå 5 | Division 3 | Nordvästra Götaland        | 8        |              |
| 2022   | Nivå 5 | Division 3 | Nordvästra Götaland        |          |              |

### Damsektion
Vårgårda IK Fotboll startade 1969 upp damsektion inom fotbollen. 1971 deltog man för första gången i seriespel. Damsektionen hade ett uppehåll från 1986, men startade upp igen och var aktiv mellan 2003 och 2012. Efter ytterligare några års paus kom ytterligare en nystart 2020, då klubben firade 100 år. Stommen till detta damlag var unga spelare som utbildats i klubbens ungdomsverksamhet. 2021 var man åter i seriesystem i div. 4 Nordvästra Götaland där man inledde med att bli 4:a.

## Handboll
Vårgårda IK Handboll spelar sina hemmamatcher i Vårgårda Sporthall som är centralt belägen i tätorten. Arenan ligger i anslutning till Parkgatan som knyter ihop Vårgårdas tätort. Herrlaget i handboll spelade år 2014 i Division 4.

## Historia
Vårgårda IK bildades den 7 mars 1920. Initiativtagare var Sven Bergsten, som också blev utsedd dess förste ordförande. Bergsten blev snart föreningens "starke man" och kom att verka i styrelsen i nära 50 år. En kort tid efter bildandet ändrades klubbnamnet till Vårgårda Idrottsförening (VIF). 1941 lades den andra föreningen på orten (IFK Vårgårda) ned och gick upp i VIF, som då återtog det ursprungliga föreningsnamnet Vårgårda Idrottsklubb (VIK).
Bland de idrotter som fanns med på programmet från starten har fotbollen, under alla år, varit den klart dominerande. Bland övriga idrotter som fanns med från starten har endast friidrotten, någorlunda, "överlevt" till våra dagar.
Idag bedriver klubben följande idrotter: Fotboll, handboll, bordtennis och friidrott (endast löpning).
1968 tillsattes en interimsstyrelse för att undersöka möjligheterna till bildandet av en huvudstyrelse, som skulle vara ytterst ansvarig för verksamheten. 1969 blev första året för den nya organisationen, som verkat sedan dess. 
Huvudstyrelsen är klubbens "juridiska person", och som sådan ytterst ansvarig för all verksamhet inom föreningen. Huvudstyrelsen ansvarar bland annat för drift och skötsel av idrottsplatsen, Tånga Hed, den anställda personalen samt klubbens bingoverksamhet. 

## Tidigare idrotter
Under åren har Vårgårda IK även haft idrotter som: friidrott, bandy, cykel, gång, orientering, skidor, gymnastik och ishockey på programmet.